# Edificio Ariztía
El Edificio Ariztía es un edificio de oficinas inaugurado en 1921. Está ubicado en el centro del tradicional Barrio de La Bolsa en el centro histórico de Santiago, la capital de Chile, en la confluencia de las calles Nueva York y La Bolsa que forman una punta de diamante. No debe confundirse con el Palacio Ariztía, ubicado en la Alameda frente al Monumento a los Héroes de La Concepción.

## Historia
El Barrio de La Bolsa surgió a partir del loteo y venta de los antiguos terrenos del Convento de las Agustinas (fundado en 1576) que primero se dividió en dos para abrir la calle Moneda hacia el oriente en 1852, construyéndose en la mitad sur la actual Iglesia de las Agustinas (1871) y el resto de la cuadra se dividió en 1907 cuando las monjas decidieron mudar el convento hacia la Avenida Vicuña Mackenna creando la forma de "Y" para lotear mejor el terreno hacia la Alameda.
El edificio fue diseñado por el arquitecto chileno Alberto Cruz Montt (curiosamente el mismo del Palacio Ariztía), la ingeniería estuvo a cargo de la constructora Franke, Jullian y Cia. y fue inaugurado en 1921. Tiene 7 plantas en su cuerpo central más una placa comercial doble y un torreón abalconado de dos pisos culminado en un chapitel amansardado en el ochavo, elemento el cual remata la esquina. En 1923 se instalaron en el último piso los estudios y la planta transmisora de Radio Chilena, primera emisora radial comercial del país.
Fue adquirido por la Mutual de Seguros de la Armada (actualmente conocida como «Mutual de Seguros de Chile») el 10 de mayo de 1924, pagando un total de cuatro millones de pesos de la época. La institución inauguró sus nuevas oficinas en el lugar el 21 de mayo del mismo año.
Tuvo el primer ascensor para un edificio de oficinas y calefacción central a vapor. La primera desgracia suicida cometida en el edificio, fue la de un zapatero llamado Miguel Lillo Ulloa, quien abatido por problemas económicos, se lanzó al vacío un 24 de diciembre de 1928.
Actualmente, el piso 7 del edificio alberga al Primer y Segundo Tribunal Tributario y Aduanero de la Región Metropolitana.